# Nueva cocina estadounidense
La gastronomía New American (New American cuisine en inglés), traducida como cocina nueva americana o cocina neoamericana es una corriente culinaria cuyo origen es la gastronomía de los Estados Unidos basada en la fusión de elementos de diverso origen y que se sirve predominantemente en restaurantes de alta cocina (fine dining) en los Estados Unidos. Se originó en la década de 1980. La nueva cocina americana es generalmente un tipo de cocina fusión que asimila los sabores de la cocina tradicional estadounidense mezcladas con productos y técnicas culinarias extranjeras y a veces con la gastronomía molecular.
La cocina nueva americana presenta un uso innovador de los condimentos y salsas. Recibe influencias importantes de la gastronomía francesa, particularmente de la nouvelle cuisine, y ha evolucionado desde entonces para incluir elementos de la gastronomía asiática, la latinoamericana y la mediterránea entre otras.

## Crítica
El crítico de restaurantes Phil Vettel comentó en el Chicago Tribune que «New American es un término genérico para cualquier cocina que desafía la categorización». Según la escritora gastronómica Regina Schrambling, el concepto surgió en los años 1980 cuando varios chefs buscaron mezclar varios estilos de comida.
Según el chef Charlie Palmer «[New American Cuisine] se ha vuelto un poco amplia y poco clara. Muchos chefs usan la etiqueta [New American] para permitirles incluir lo que quieran en sus menús», aunque también dice que «eso puede traducirse en platos brillantes».
En la actualidad, existe el consenso de que si un restaurante esta combinando elementos de cocinas diferentes de manera que no se puede clasificar en un tipo específico («italiano», «francés», «español», etc.), entonces es New American.

«Creo que cada generación de cocina en este país podría describirse como nueva cocina estadounidense (...) Estamos incorporando constantemente alimentos de inmigrantes o alimentos étnicos. La pizza fue una novedad. Ahora parece que la pizza es más estadounidense que italiana».
Michael Procopio, escritor gastronómico para Chicago Tribune (2015)

## Galería
|                       |
| Brochetas de caprese. |

|                                                        |
| Restaurante de lujo (fine dining) en Napa, California. |

|                   |
| Risotto de setas. |

|                   |
| Helado y cookies. |

|                |
| Tacos de gyros |

|                                                              |
| El pollo frito, un clásico de la gastronomía estadounidense. |